# It's Raining Men
«It's Raining Men» ("Está lloviendo hombres" en español) es una canción escrita por Paul Jabara y Paul Shaffer en 1979, grabada originalmente por The Weather Girls en 1982. Se ofreció inicialmente a Diana Ross, a Donna Summer, a Cher y a Barbra Streisand, y finalmente fue aceptada por Martha Wash e Izora Armstead, miembros de The Weather Girls, y esa versión se convirtió en un éxito, que vendió más de seis millones de unidades en el mundo. Hay otra versión de Martha Wash (de The Weather Girls) en dueto con RuPaul en 1997, otra de Geri Halliwell en 2001, Chenoa, Gisela y Rosa López en la Gala 4 de OT y otra más de Young Divas en 2006. El tema se volvió un clásico y más recientemente muchos lo consideran himno de danza, himno de la comunidad gay e himno clásico de las mujeres.[cita requerida].

## Versión de Geri Halliwell
«It's Raining Men», lanzado en abril del 2001, fue el primer sencillo de Geri Halliwell de su segundo álbum en solitario, y se incluyó en la banda sonora de El Diario de Bridget Jones. Debutó en el primer lugar del UK Singles Chart y allí permaneció dos semanas. Se convirtió en el cuarto sencillo número uno en Reino Unido, y vendió 155 000 copias en su primera semana y 80 000 copias en su segunda semana. En general, el sencillo llegó a vender 423 418 copias en Reino Unido, y se convirtió en el mejor vendido número 12 en el 2001 y en el sencillo más exitoso de Geri Halliwell en todo el mundo.